# Kursächsische Postmeilensäule Hohenbucko
Die Kursächsische Postmeilensäule Hohenbucko ist ein unter Denkmalschutz befindliches Bauwerk in der Gemeinde Hohenbucko am westlichen Rand der Rochauer Heide im südbrandenburgischen Landkreis Elbe-Elster. Sie ist als Baudenkmal im örtlichen Denkmalverzeichnis unter der Erfassungsnummer 09135196 verzeichnet.

## Baubeschreibung und Geschichte

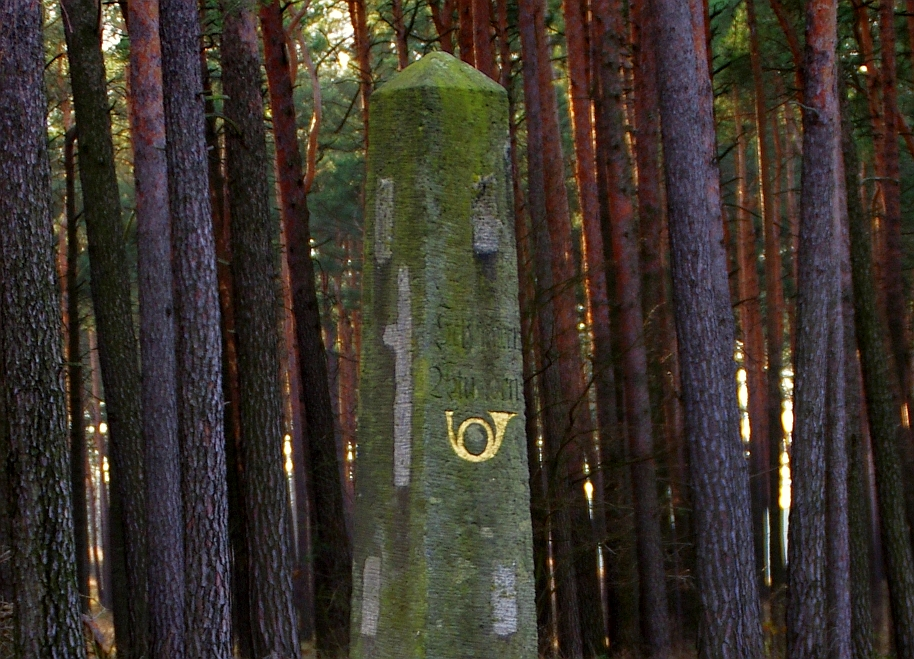
Der obere Teil der Säule mit Posthorn und Inschrift (2013)

Bei der Hohenbuckoer Postmeilensäule handelt es sich um eine Kursächsische Postmeilensäule. Ein deutlich sichtbares Element, der in Form eines Sandsteinobelisken gestalteten Säule, ist das im oberen Teil befindliche vergoldete Posthorn. Weiters sind in der Säule die Inschriften „Schlieben 2 Stunden“ und „Luckau 4 Stunden“ zu finden.
Der Standort der Ganzmeilensäule befindet sich heute unmittelbar an der Bundesstraße 87 (B 87) am südwestlichen Ortseingang. Errichtet wurde das Bauwerk in der Zeit um 1730. Zu damaliger Zeit führte hier die Heerstraße und kursächsische Poststraße von Leipzig nach Frankfurt (Oder) durch Hohenbucko, wo eine Poststation bestand.
Weitere Sehenswürdigkeiten des Ortes sind unter anderem die Hohenbuckoer Dorfkirche, das Pfarrhaus, die Lochmühle, ein ehemaliges Großbauerngehöft in der Dorfstraße 44 und die Oberförsterei. Im Ortsteil Proßmarke sind mit der örtlichen Dorfkirche und einem denkmalgeschützten Wohnhaus weitere Sehenswürdigkeiten zu finden.